# カツラギハイデン
カツラギハイデン（欧字名:Katsuragi Heiden、1983年3月18日 - 不明）は、日本の競走馬。
1985年の阪神3歳ステークス（GI）優勝馬。主戦騎手は西浦勝一。
馬名の由来は、冠名「カツラギ」に、スケート選手のエリック・ハイデンより。

## 経歴

### 競走馬時代
入厩当初からソエ（骨膜炎）に悩まされ、完治をしないままデビューを迎える。1985年10月の新馬戦で、西浦勝一を背に初勝利。その後オープンのもみじ賞では6着となるが、400万下条件戦のかえで賞を勝つと、GI阪神3歳ステークスへと出走した。デイリー杯3歳ステークスの覇者ヤマニンファルコンらを押さえ、10頭立ての1番人気に推された。レースでは、内から一気に抜け出す横綱競馬で快勝した。
1986年はきさらぎ賞から始動したが、GI優勝馬にもかかわらず、牝馬のダイナフェアリーに1番人気を奪われる2番人気。スタート直後の落鉄もあり、結果は4着。続くスプリングステークスでは、西浦から柴田政人に乗り替わり、2番人気に推されたが8着と敗れた。次走皐月賞では、また西浦が鞍上に戻るも、21頭立ての18着と惨敗、NHK杯7着後、屈腱炎を発症。約1年間の休養を挟んで1400万条件からの格上挑戦で臨んだ北九州記念8着後、またも屈腱炎を発症し、何とか復帰を図るも治癒に至らず、現役を引退した。

### 引退後
引退後は乗馬になったが、繋養先などの詳細はわかっていないため消息不明。

## 競走成績
以下の内容は、netkeiba.comに基づく。
| 競走日     | 競馬場 | 競走名      | 格      | 距離（馬場）  | 頭 数 | 枠 番 | 馬 番 | オッズ （人気） | 着順 | タイム （上り） | 着差 | 騎手      | 斤量 [kg] | 1着馬（2着馬）     | 馬体重 [kg] |
| ---------- | ------ | ----------- | ------- | ------------- | ----- | ----- | ----- | --------------- | ---- | --------------- | ---- | --------- | --------- | ------------------ | ----------- |
| 1985.10.06 | 京都   | 3歳新馬     |         | 芝1200m（重） | 15    | 4     | 7     | 012.80（5人）   | 01着 | R1:12.70000000  | -0.6 | 0西浦勝一 | 53        | （ファイブホマレ） |             |
| 0000.10.27 | 京都   | もみじ賞    | OP      | 芝1600m（良） | 14    | 5     | 7     | 005.50（1人）   | 06着 | R1:37.90000000  | -0.4 | 0西浦勝一 | 53        | リワードシャンテイ |             |
| 0000.11.17 | 京都   | かえで賞    | 400万下 | 芝1400m（良） | 12    | 5     | 6     | 007.80（4人）   | 01着 | R1:24.20000000  | -0.4 | 0西浦勝一 | 54        | （タイシャープ）   |             |
| 0000.12.15 | 阪神   | 阪神3歳S    | GI      | 芝1600m（良） | 10    | 1     | 1     | 004.10（1人）   | 01着 | R1:36.00000000  | -0.3 | 0西浦勝一 | 54        | （ノトパーソ）     |             |
| 1986.02.09 | 中京   | きさらぎ賞  | GIII    | 芝1800m（良） | 11    | 7     | 9     | 002.40（2人）   | 04着 | R1:51.5（38.4） | -0.7 | 0西浦勝一 | 56        | フミノアプローズ   | 488         |
| 0000.03.30 | 中山   | スプリングS | GII     | 芝1800m（重） | 12    | 8     | 11    | 003.30（2人）   | 08着 | R1:51.0（38.1） | -0.7 | 0柴田政人 | 56        | サニーライト       | 486         |
| 0000.04.13 | 中山   | 皐月賞      | GI      | 芝2000m（良） | 21    | 5     | 10    | 026.90（8人）   | 18着 | R2:04.9（39.7） | -2.8 | 0西浦勝一 | 57        | ダイナコスモス     | 484         |
| 0000.05.04 | 東京   | NHK杯       | GII     | 芝2000m（重） | 18    | 1     | 1     | 015.90（8人）   | 07着 | R2:04.5（49.6） | -0.9 | 0西浦勝一 | 56        | ラグビーボール     | 476         |
| 1987.08.09 | 小倉   | 北九州記念  | GIII    | 芝1800m（稍） | 11    | 5     | 5     | 013.80（8人）   | 08着 | R1:49.6（37.8） | -0.9 | 0西浦勝一 | 56        | マヤノジョウオ     | 508         |

## 血統表
| カツラギハイデンの血統（プリンスキロ系 / Crepello4×5=9.38%、Nearco5×5=6.25% ） | カツラギハイデンの血統（プリンスキロ系 / Crepello4×5=9.38%、Nearco5×5=6.25% ） | カツラギハイデンの血統（プリンスキロ系 / Crepello4×5=9.38%、Nearco5×5=6.25% ） | （血統表の出典）   | （血統表の出典） |
| 父 *ボールドリック Baldric 1961 黒鹿毛 アメリカ                                | 父の父Round Table 1954 鹿毛 日本                                               | Princequillo                                                                   | Prince Rose        | Prince Rose      |
| 父 *ボールドリック Baldric 1961 黒鹿毛 アメリカ                                | 父の父Round Table 1954 鹿毛 日本                                               | Princequillo                                                                   | Cosquilla          |                  |
| 父 *ボールドリック Baldric 1961 黒鹿毛 アメリカ                                | 父の父Round Table 1954 鹿毛 日本                                               | Knight's Daughter                                                              | Sir Cosmo          | Sir Cosmo        |
| 父 *ボールドリック Baldric 1961 黒鹿毛 アメリカ                                | 父の父Round Table 1954 鹿毛 日本                                               | Knight's Daughter                                                              | Feola              |                  |
| 父 *ボールドリック Baldric 1961 黒鹿毛 アメリカ                                | 父の母Two Cities 1948 鹿毛 アメリカ                                            | Johnstown                                                                      | Jamestown          | Jamestown        |
| 父 *ボールドリック Baldric 1961 黒鹿毛 アメリカ                                | 父の母Two Cities 1948 鹿毛 アメリカ                                            | Johnstown                                                                      | La France          |                  |
| 父 *ボールドリック Baldric 1961 黒鹿毛 アメリカ                                | 父の母Two Cities 1948 鹿毛 アメリカ                                            | Vienna                                                                         | Menow              | Menow            |
| 父 *ボールドリック Baldric 1961 黒鹿毛 アメリカ                                | 父の母Two Cities 1948 鹿毛 アメリカ                                            | Vienna                                                                         | Valse              |                  |
| 母 サチノイマイ 1973 鹿毛 日本                                                 | 母の父*チャイナロック China Rock 1953 栃栗毛 イギリス                          | Rockefella                                                                     | Hyperion           | Hyperion         |
| 母 サチノイマイ 1973 鹿毛 日本                                                 | 母の父*チャイナロック China Rock 1953 栃栗毛 イギリス                          | Rockefella                                                                     | Rockfel            |                  |
| 母 サチノイマイ 1973 鹿毛 日本                                                 | 母の父*チャイナロック China Rock 1953 栃栗毛 イギリス                          | May Wong                                                                       | Rustom Pasha       | Rustom Pasha     |
| 母 サチノイマイ 1973 鹿毛 日本                                                 | 母の父*チャイナロック China Rock 1953 栃栗毛 イギリス                          | May Wong                                                                       | Wezzan             |                  |
| 母 サチノイマイ 1973 鹿毛 日本                                                 | 母の母ミチアサ 1960 黒鹿毛 日本                                                | *ヒンドスタン Hindostan                                                        | Bois Roussel       | Bois Roussel     |
| 母 サチノイマイ 1973 鹿毛 日本                                                 | 母の母ミチアサ 1960 黒鹿毛 日本                                                | *ヒンドスタン Hindostan                                                        | Sonibai            |                  |
| 母 サチノイマイ 1973 鹿毛 日本                                                 | 母の母ミチアサ 1960 黒鹿毛 日本                                                | プレイガイドクイン                                                             | ダイオライト       | ダイオライト     |
| 母 サチノイマイ 1973 鹿毛 日本                                                 | 母の母ミチアサ 1960 黒鹿毛 日本                                                | プレイガイドクイン                                                             | ウヱツデイングラス |                  |

- 叔父に菊花賞優勝馬アカネテンリュウ、甥に宝塚記念優勝馬オサイチジョージがいる。
- 母系は小岩井農場のヘレンサーフ系。